# Kevin Shirley
Kevin Shirley (pseudonim The Caveman) – producent muzyczny wielu zespołów rockowych, w tym Iron Maiden, Rush, Led Zeppelin i Dream Theater.
Na początku Kevin pracował jako producent i inżynier dźwięku wielu znanych artystów z RPA, takich jak Robin Auld, Juluka, Jonathan Butler, Leslie Rae Dowling, Steve Louw oraz Sweatband. Występował również i nagrywał z własnym zespołem Council, w którym śpiewał legendarny południowoafrykański wokalista - Brian Davidson.
W roku 1987 przeniósł się do Australii, gdzie pracował z takimi artystami jak The Hoodoo Gurus, The Angels, Cold Chisel, Girl Monstar, Tina Arena, The Screaming Jets, czy Baby Animals. Po tym, jak sukces odniosła wyprodukowana przez niego debiutancka płyta zespołu Silverchair pt. Frogstomp, przeniósł się do USA, gdzie obecnie zajmuje się produkcją płyt Joe Bonamassy. W swojej karierze produkował albumy dla największych artystów amerykańskiej sceny rocka - Aerosmith, Journey, czy The Black Crowes, jak również dla międzynarodowych gwiazd hard rocka - Iron Maiden, HIM i Slayer.
Był jednym z twórców albumu Led Zeppelin DVD.

## Filmografia
- Rush: Beyond the Lighted Stage (jako on sam, 2010, film dokumentalny, reżyseria: Sam Dunn, Scot McFadyen)[1]